# Opactwo cystersów w Salem
Opactwo cesarskie w Salem (niem. Reichsabtei Salem) – rzymskokatolicka placówka zakonu cystersów znajdująca się w niemieckiej gminie Salem, funkcjonująca w latach 1134–1802.

## Historia
W 1134 roku Guntram von Adelsreute przekazał cystersom miejscowość Salemanswilare i 200 hektarów ziemi na założenie klasztoru. W 1140 akt erygowania placówki potwierdził papież Innocenty II. Od 1142 opactwo znajdowało się pod opieką królewską, nadaną przez Konrada III Hohenstaufa. W 1310 roku mieszkało tu ponad 300 mnichów. We wczesnej nowożytności zakonnicy mieli prawo zasiadania na szwabskiej ławie prałatów na Sejmie Rzeszy.
W 1697 kompleks został zniszczony przez pożar, ocalał jedynie gotycki kościół. Nowe obiekty wybudowano w stylu barokowym wg projektu Franza Beera, a część dekoracji powierzono Franzowi Josephowi i Josephowi Antonowi Feuchtmayerom. Zakonnicy administrowali wówczas obszarem o powierzchni 330 km2 zamieszkiwanym przez ok. 6 tysięcy mieszkańców. 
W 1802 placówkę poddano kasacie podczas okupacji napoleońskiej, a dwa lata później jej majątek został przejęty przez władców Badenii, którzy przekształcili klasztor w rezydencję dla członków rodziny książęcej. W 1920 książę Max von Baden i pedagog Kurt Hahn założyli tu uczelnię Schule Schloss Salem. Od 1976 w funkcjonuje tu również Muzeum Pożarnictwa.

## Kościół klasztorny
Budowę gotyckiego kościoła, znanego jako Münster, rozpoczęto w 1285 roku, a jego konsekracja miała miejsce w roku 1414. Jest to trójnawowa bazylika z transeptem. Głównymi dekoracjami są maswerki okien oraz bogato dekorowane szczyty porównywane z wyglądu do harfy. Pierwotnie główne wejście znajdowało się od północy, a mnisi korzystali z wejścia od południa, gdzie zlokalizowano ich dormitoria. Stalle chórowe wykonał z drewna orzecha włoskiego Joseph Anton Feuchtmayer, a sakramentarium, figury apostołów w nawie oraz freski – Franz Joseph Spiegler. W latach 1753–1757 nad skrzyżowaniem naw powstała 85-metrowa wieża, a w latach 1774–1784 wnętrze świątyni przebudowano w stylu klasycystycznym wg projektu Johanna Georga Dirra, powstał wówczas m.in. monumentalny ołtarz główny. W 1807, po sekularyzacji placówki, podjęto decyzję o rozbiórce wysokiej wieży, a na jej miejscu wzniesiono nową, znacznie niższą sygnaturkę.
Cztery instrumenty organowe znajdujące się w kościele wykonał w latach 1766–1774 Karl Joseph Riepp, pierwotnie składały się łącznie z 7680 piszczałek zgrupowanych w 134 głosy. Do czasów dzisiejszych zachował się jedynie prospekt tzw. organów Świętej Trójcy, w który wmontowano neoromantyczne organy z 1901 roku.

## Galeria

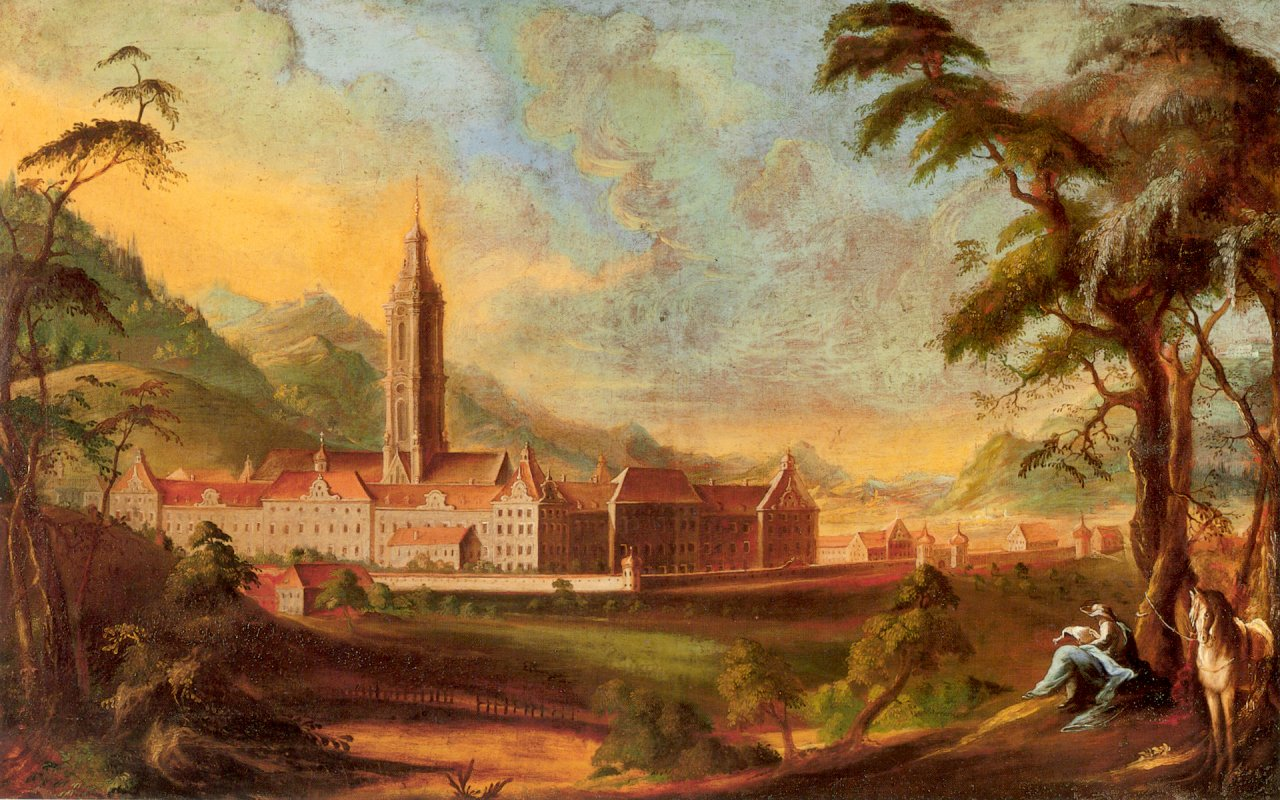
Salem w 1765, widoczna 85-metrowa wieża
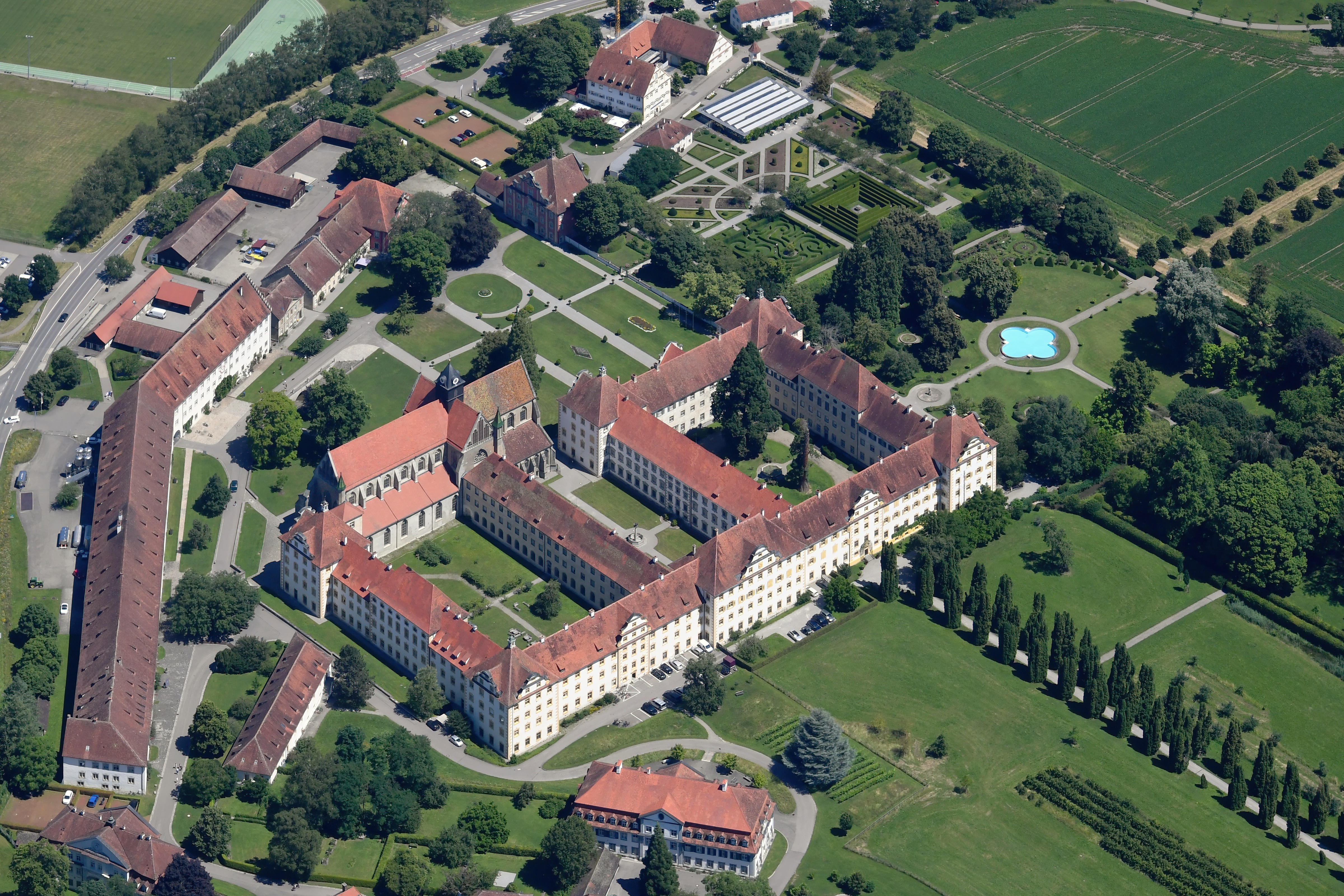
Widok z lotu ptaka
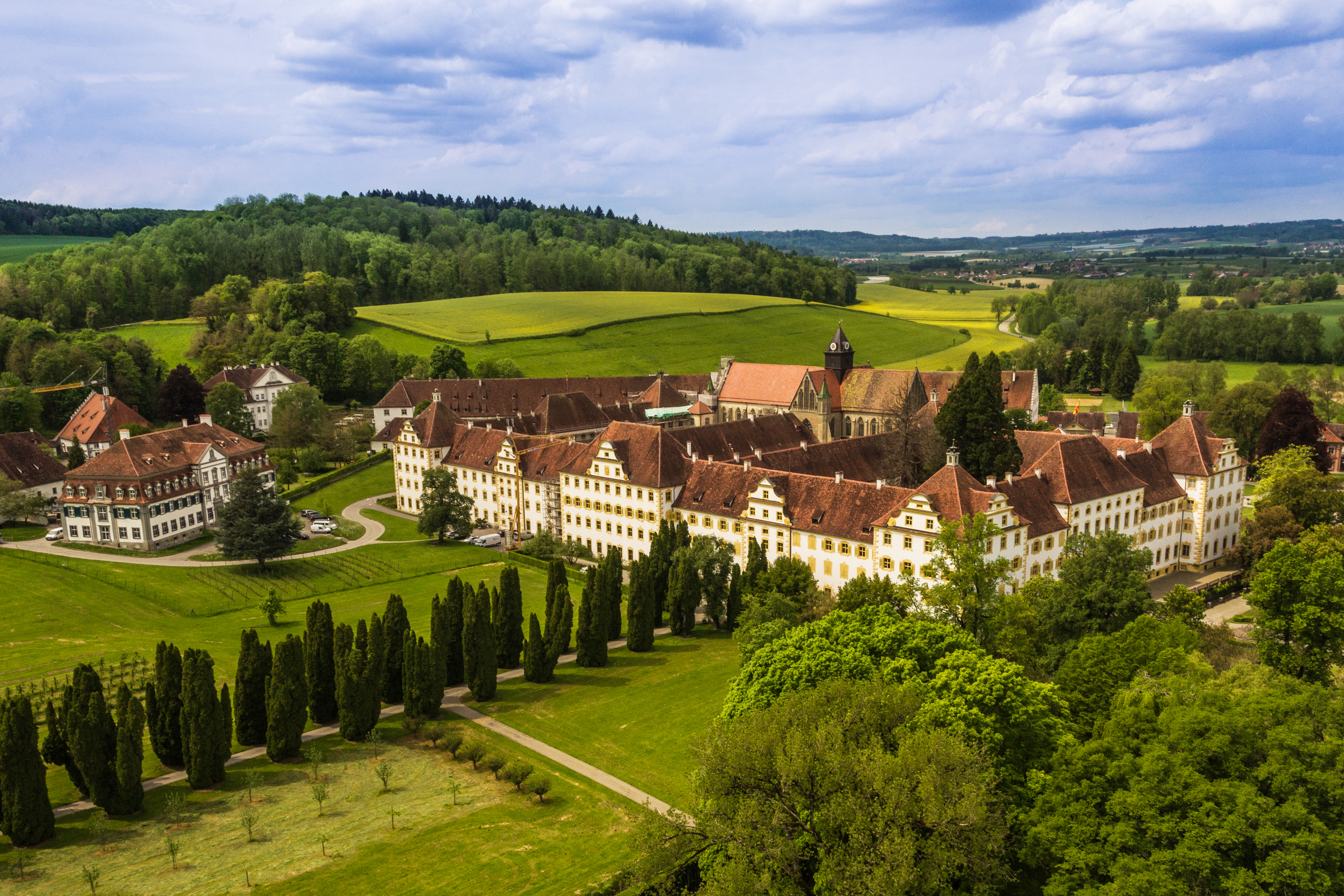
Widok z południowego wschodu
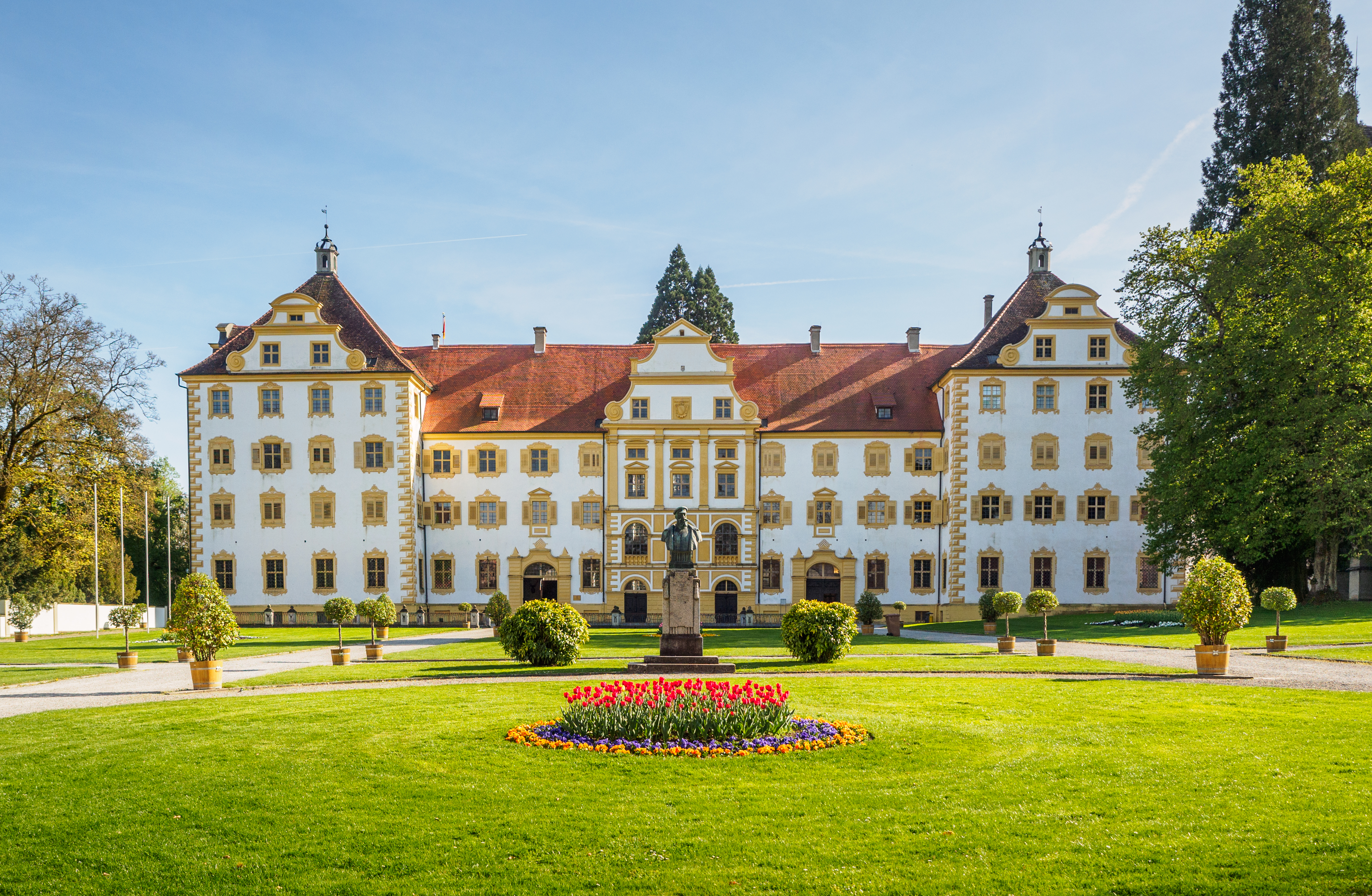
Widok ze wschodu
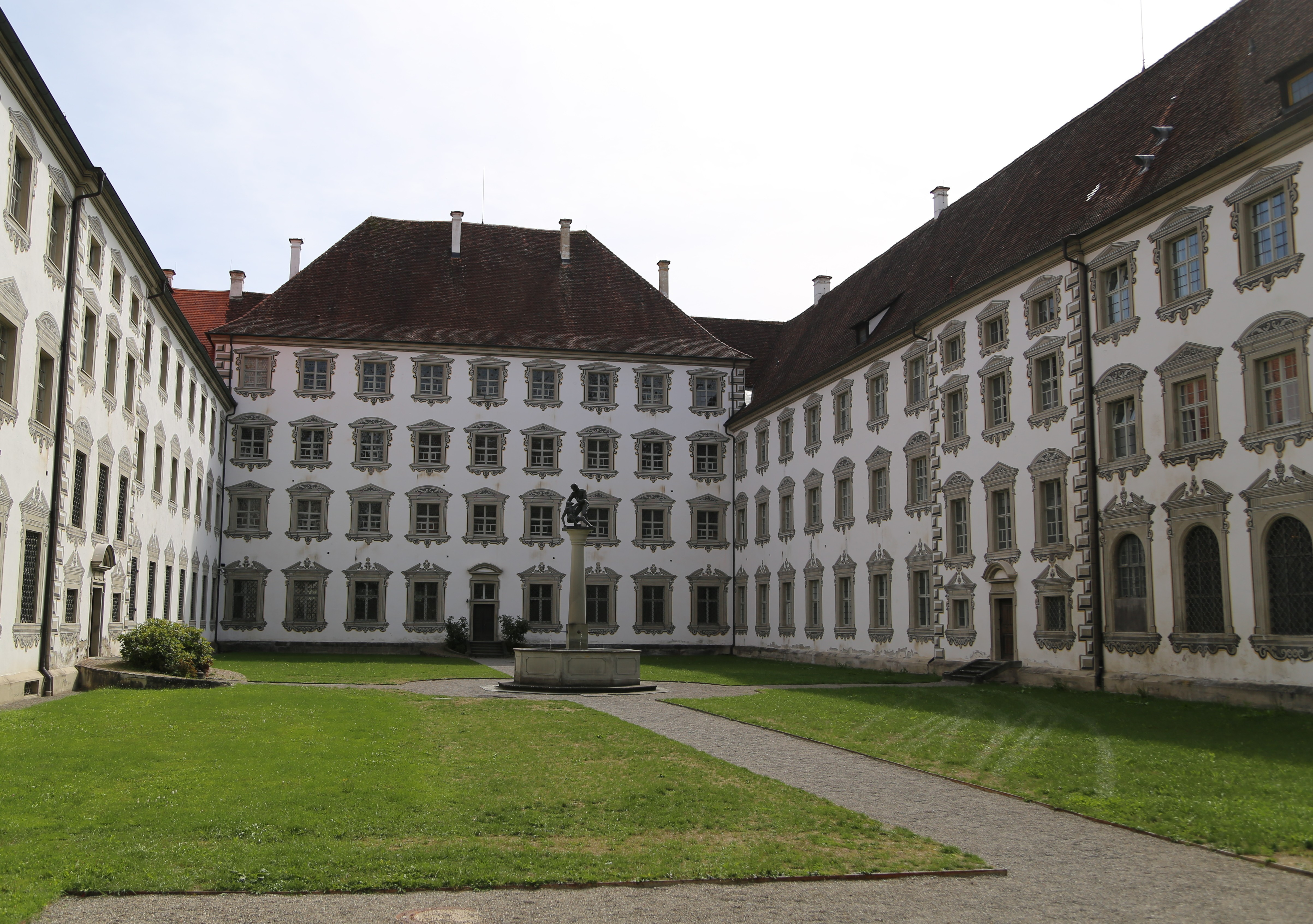
Dziedziniec
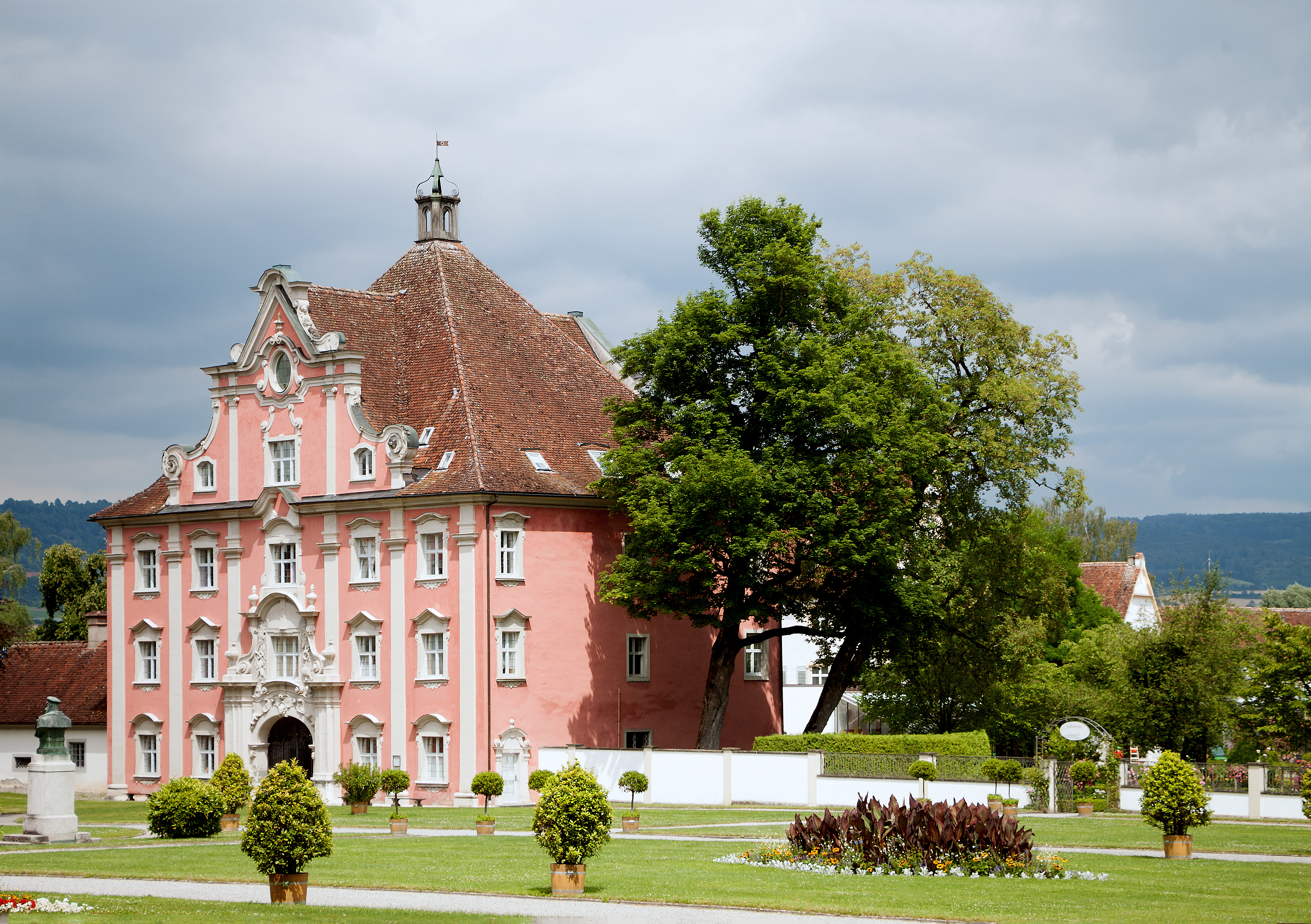
Dolna Brama (Unteres Tor)
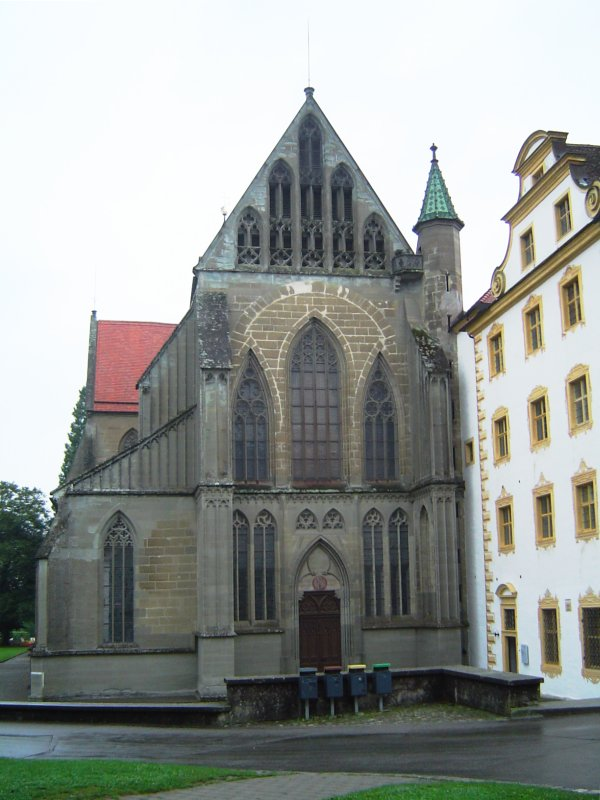
Fasada kościoła
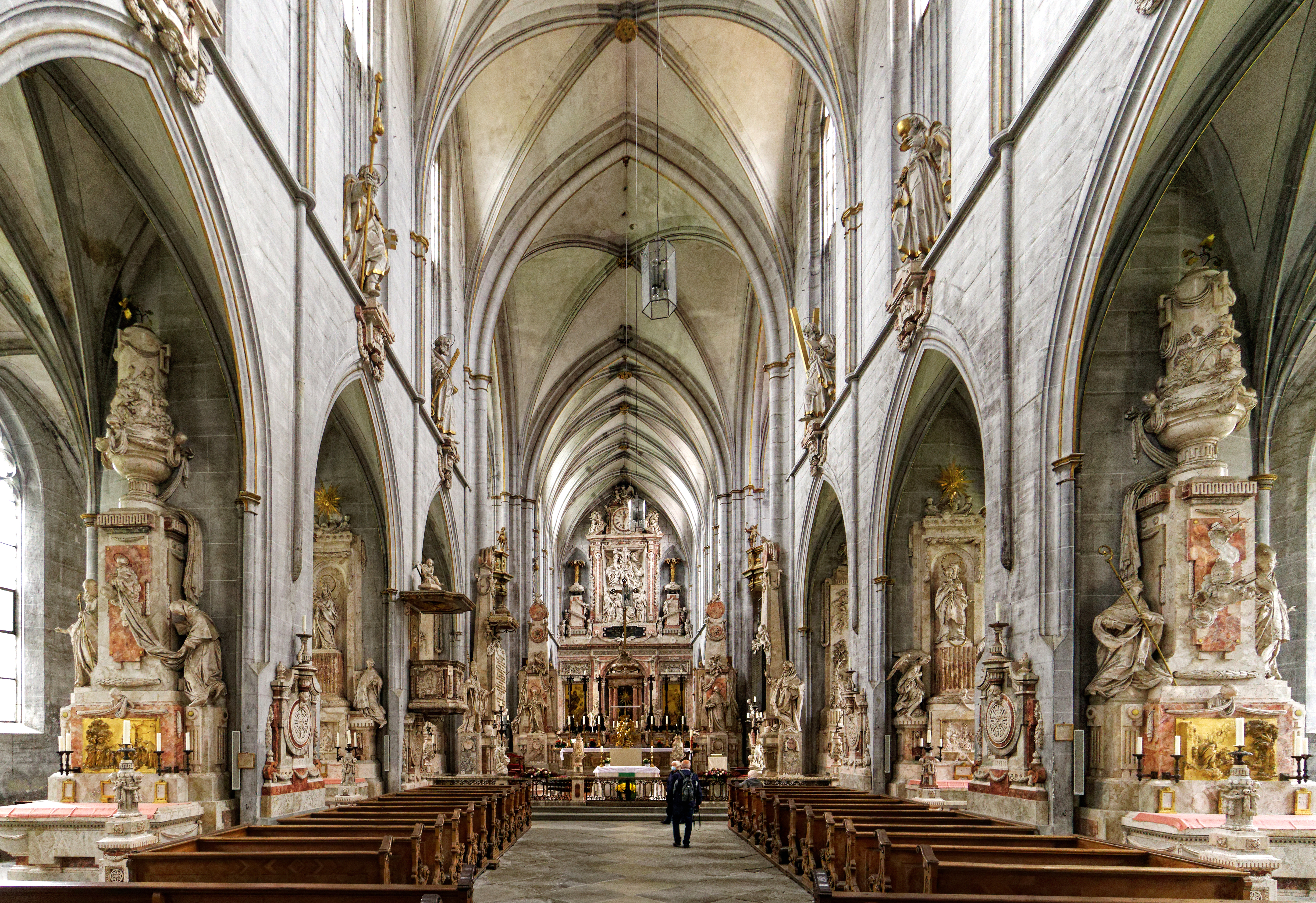
Wnętrze
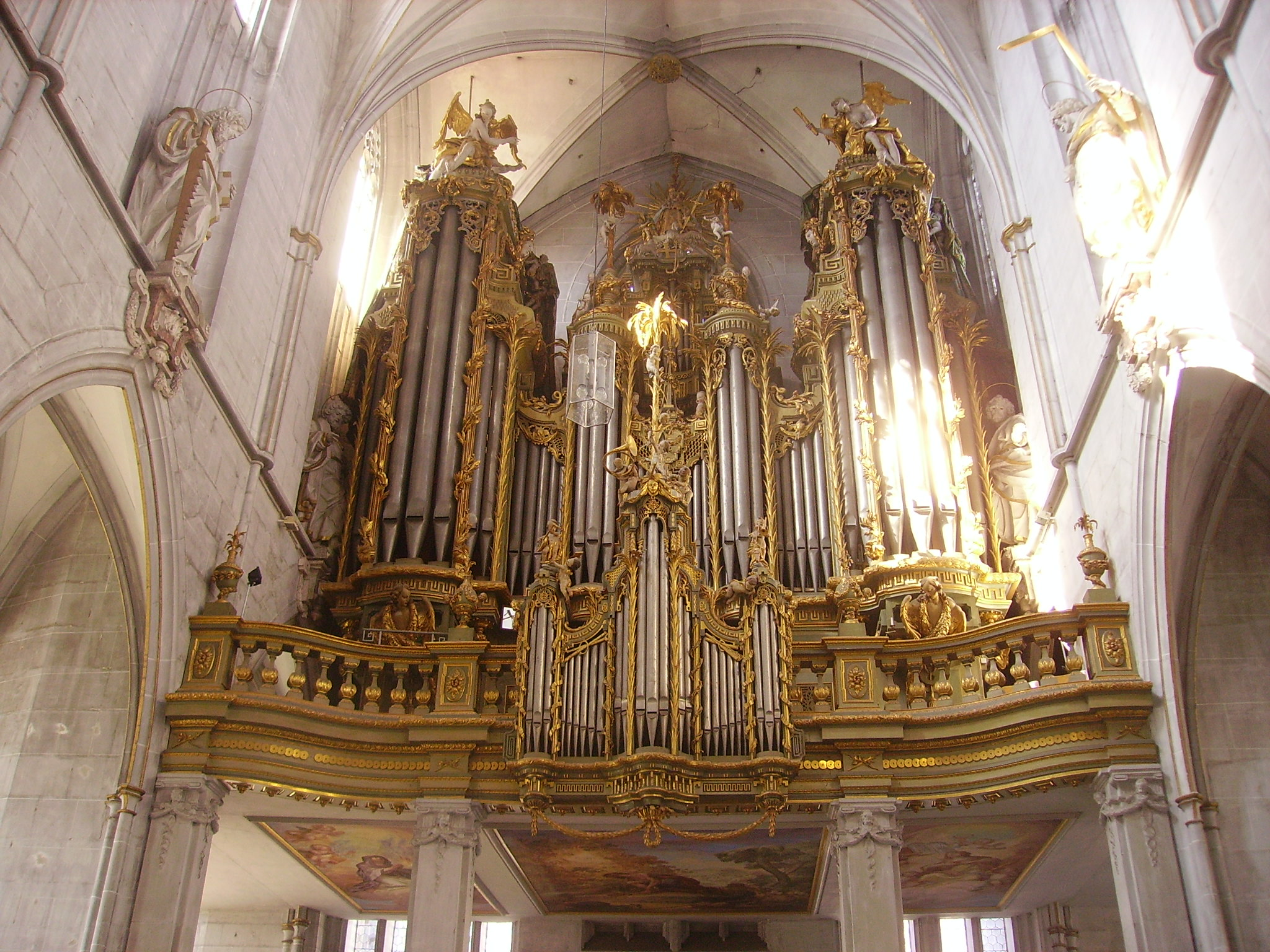
Organy